# Мельсе
Мельсе́ (фр. Mélecey) — коммуна во Франции, находится в регионе Франш-Конте. Департамент — Верхняя Сона. Входит в состав кантона Виллерсексель. Округ коммуны — Люр.
Код INSEE коммуны — 70336.

## География
Коммуна расположена приблизительно в 350 км к юго-востоку от Парижа, в 50 км северо-восточнее Безансона, в 28 км к юго-востоку от Везуля.
По территории коммуны протекает река Бевёж (фр. Beveuge).

## Население
Население коммуны на 2010 год составляло 163 человека.
| 1962 | 1968 | 1975 | 1982 | 1990 | 1999 | 2010 |
| ---- | ---- | ---- | ---- | ---- | ---- | ---- |
| 186  | 165  | 188  | 153  | 189  | 199  | 163  |

## Экономика

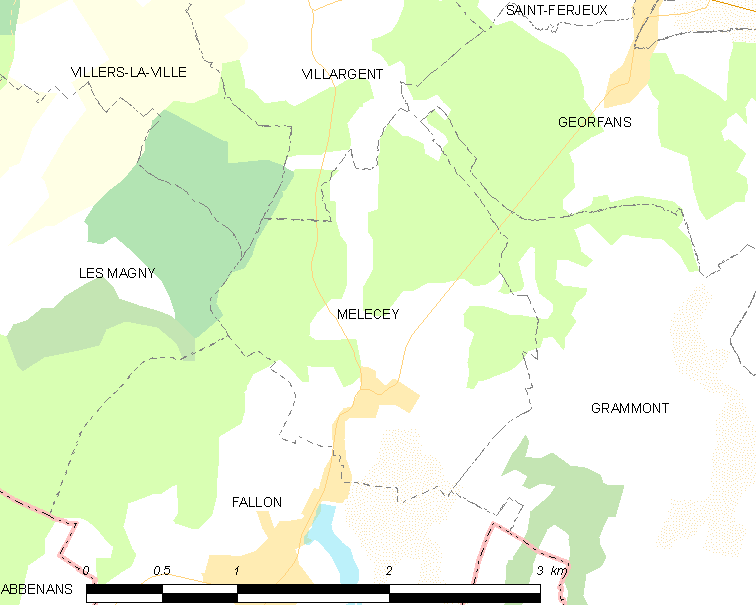
Карта коммуны

В 2010 году среди 115 человек трудоспособного возраста (15—64 лет) 81 были экономически активными, 34 — неактивными (показатель активности — 70,4 %, в 1999 году было 69,3 %). Из 81 активных жителей работали 72 человека (47 мужчин и 25 женщин), безработных было 9 (4 мужчины и 5 женщин). Среди 34 неактивных 5 человек были учениками или студентами, 16 — пенсионерами, 13 были неактивными по другим причинам.